# Max Norman
Max Norman é um produtor musical e engenheiro de gravação aposentado que esteve na ativa nas décadas de 1980 e 1990. Ele foi o responsável pela produção de muitos álbuns de heavy metal famosos, e era reconhecido por sua produção cuidadosa. Seu nome surgiu enquanto era engenheiro residente no Ridge Farm Studios em Londres, Inglaterra. Ozzy Osbourne estava gravando seu álbum de estréia, Blizzard of Ozz, com o produtor Chris Tsangarides, mas após uma semana Ozzy estava insatisfeito com a mixagem, e contratou Max Norman para o lugar de Chris.
Max aparece no video do Megadeth "Evolver", um documentário sobre as gravações do Youthanasia. De acordo com Dave Mustaine, com quem trabalhou em vários álbuns, Max se aposentou definitivamente do mundo da música.